# Rantířov
Rantířov (německy Fussdorf) je obec v okrese Jihlava v Kraji Vysočina, přičemž téměř celý moderní katastr obce leží na Moravě, ovšem zcela zanedbatelná část katastru přesahuje přes historickou česko-moravskou zemskou hranici do Čech. Žije zde 462 obyvatel.

## Název
Jméno vesnice původně znělo Ranožíř (v mužském rodě) a bylo odvozeno od osobního jména Ranožír (v jeho druhé části je praslovanské žirъ - "život"; nositelem jména byl velmož (s jelením rohem v erbu) držící majetky v okolí Jihlavy a Jemnice písemně doložený v období 1234-1238). Význam místního jména byl "Ranožírův majetek". Zcela stejný původ má jméno blízkého Rančířova a Rancířova jižně od Jemnice. Původní jméno se změnilo přes mezitvar Ranžíř na Rantíř, k němuž byla přidána přípona -ov podle jmen jiných sídel. Německé jméno (které je doloženo dřív než české a bylo dáno bez souvislosti s ním) zřejmě obsahuje sloveso fussen - "usadit se" a znamenalo tedy "ves usedlíků" Vývoj jména v písemných pramenech: Fussdorf (1365), Fusdorff (1493), Fuessdorff (1678, 1718), Fussdorff (1720), Fussdorf (1751, 1846), Fussdorf a Fusdorf (1872), Ranžířov (1881), Fussdorf a Ranžířov (1906), Rantířov a Fussdorf (1924).

## Historie
První písemná zmínka o obci pochází z roku 1365 (Fussdorf)). Před provedením komplexní pozemkové úpravy z roku 2006, západní a severní hranice katastru obce přesně kopírovala právě česko-moravskou zemskou hranici, pak ale obec přišla o téměř celou svoji část koryta řeky Jihlavy.

## Přírodní poměry
Nachází se pět kilometrů západně od Jihlavy a tři kilometry jižně od Vyskytné nad Jihlavou. Geomorfologicky je oblast součástí Česko-moravské subprovincie, konkrétně Křižanovské vrchoviny a jejího podcelku Brtnická vrchovina, v jehož rámci spadá pod geomorfologický okrsek Puklická pahorkatina. Průměrná nadmořská výška činí 494 metrů. Nejvyšší bod, Pekelský vrch (579 m), leží v jižní části území Rantířova. Obcí protéká řeka Jihlava, do které se v Rantířově z jihu vlévá bezejmenný potok, jenž pramení u Hosova.

## Obyvatelstvo
Podle sčítání 1930 zde žilo v 68 domech 411 obyvatel. 382 obyvatel se hlásilo k československé národnosti a 21 k německé. Žilo zde 380 římských katolíků, 8 evangelíků a 13 příslušníků Církve československé husitské.
| Rok            | 1869 | 1880 | 1890 | 1900 | 1910 | 1921 | 1930 | 1950 | 1961 | 1970 | 1980 | 1991 | 2001 | 2011 | 2021 |
| -------------- | ---- | ---- | ---- | ---- | ---- | ---- | ---- | ---- | ---- | ---- | ---- | ---- | ---- | ---- | ---- |
| Počet obyvatel | 383  | 323  | 334  | 361  | 389  | 374  | 411  | 324  | 328  | 312  | 313  | 331  | 355  | 463  | 456  |
| Počet domů     | 39   | 41   | 41   | 39   | 44   | 60   | 63   | 80   | 65   | 66   | 83   | 100  | 120  | 148  | 150  |

## Obecní správa a politika
Mezi lety 1850–1947 Rantířov patřil jako osada obce k Hosovu v okrese Jihlava. V letech 1948–1988 byl obcí v okrese Jihlava-okolí (1950) a později opět v okrese Jihlava. Od 1. ledna 1989 do 30. června 1990 patřil jako část statutárního města k Jihlavě a od 1. července 1990 je opět samostatnou obcí.
Obec má své jedno katastrální území a dvě základní sídelní jednotky, které jsou pojmenované „Damle“ a „Rantířov“.
Obec má sedmičlenné zastupitelstvo, v jehož čele stojí starosta Tomáš Novotný.
| Období    | Voliči | Účast v % | Mandáty | Výsledky                                       | Starosta         |
| --------- | ------ | --------- | ------- | ---------------------------------------------- | ---------------- |
| 2002–2006 | 303    | 63,70     | 7       | 7 Pro obec Rantířov                            | Renata Menšíková |
| 2006–2010 | 337    | 56,38     | 7       | 7 Pro obec Rantířov                            | Renata Menšíková |
| 2010–2014 | 352    | 75,28     | 7       | 4 Pro obec Rantířov 3 Aktivní občané Rantířova | Renata Menšíková |
| 2014–2018 | 350    | 70,00     | 7       | 4 Aktivní občané Rantířova 3 PRO OBEC RANTÍŘOV | Tomáš Novotný    |

### Obecní symboly
Znak a vlajka byly obci uděleny rozhodnutím předsedy Poslanecké sněmovny Parlamentu České republiky dne 6. června 2017.

## Hospodářství a doprava
V obci sídlí firmy AMT SERVIS s.r.o., KOVO – ZINEK s.r.o., NOMAK s.r.o., ARBORVIA spol. s r.o., M – KOVO s.r.o., KOVORAN s.r.o., WYR s.r.o., AUDORA, s.r.o. a LEXMED s.r.o. Obcí prochází silnice III. třídy č. 01945 z Vyskytné nad Jihlavou do Jihlavy a č. 01948 do Rounku a železniční trať č. 225 z Havlíčkova Brodu do Veselí nad Lužnicí. Dopravní obslužnost zajišťují dopravci ICOM transport a České dráhy. Autobusy jezdí ve směrech Jihlava, Hojkov, Nový Rychnov, Dudín, Větrný Jeníkov, Herálec a Úsobí a vlaky ve směrech Havlíčkův Brod a Veselí nad Lužnicí. Obcí prochází cyklistická trasa č. 5215 z Vyskytné nad Jihlavou do Jihlavy a žlutě a červeně značené turistické trasy.

## Školství, kultura a sport
Mateřská škola KAŠTÁNEK sídlí v Rantířově. Působí zde také fotbalový klub TJ Ježek Rantířov.

## Pamětihodnosti
- Socha svatého Jana Nepomuckého
- Zámek Rantířov
- Pekelský mlýn

## Zajímavosti
Necelých 7 km jihovýchodně od Rantířova se nachází obec s podobným jménem: Rančířov.

## Galerie

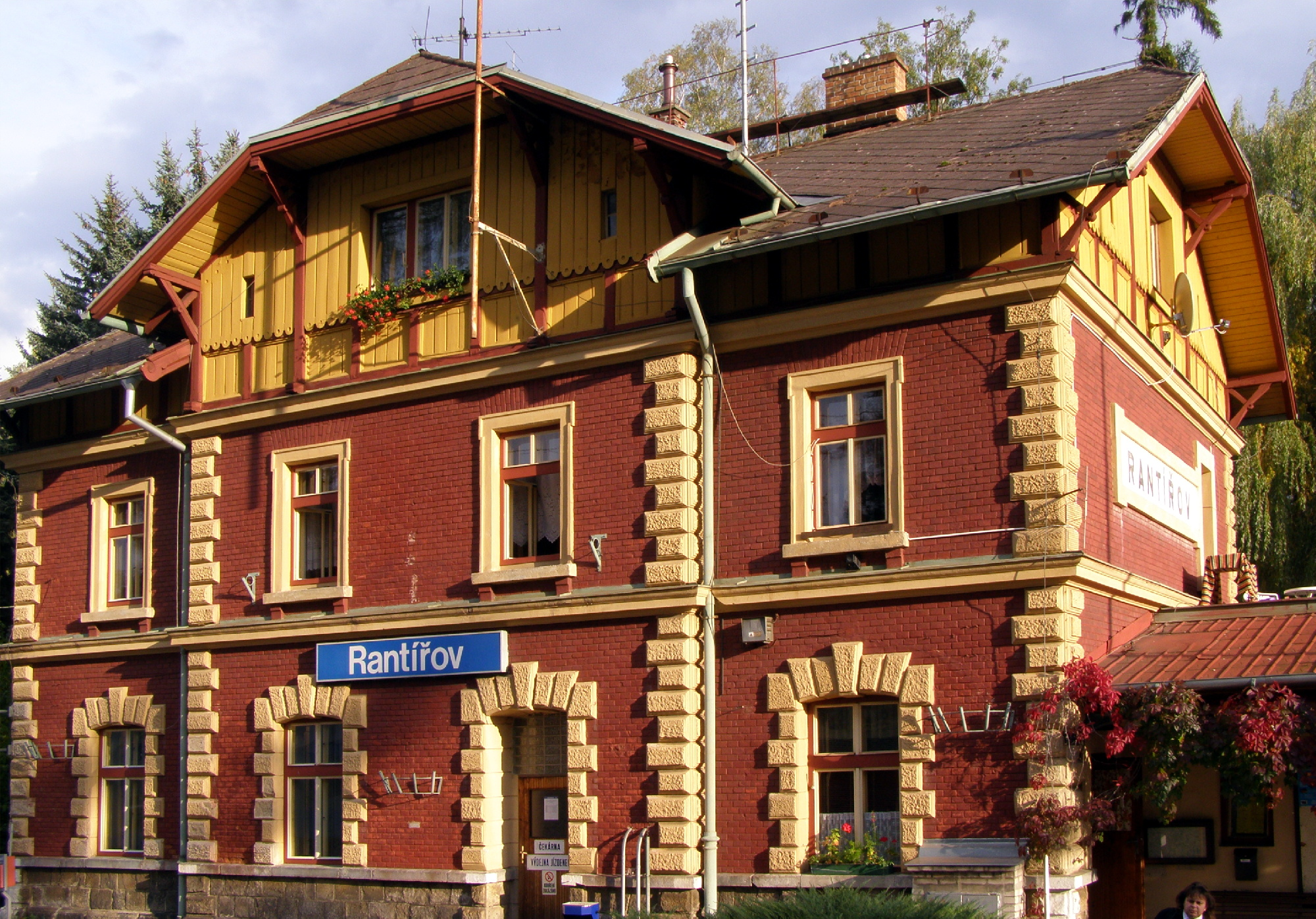
Nádraží
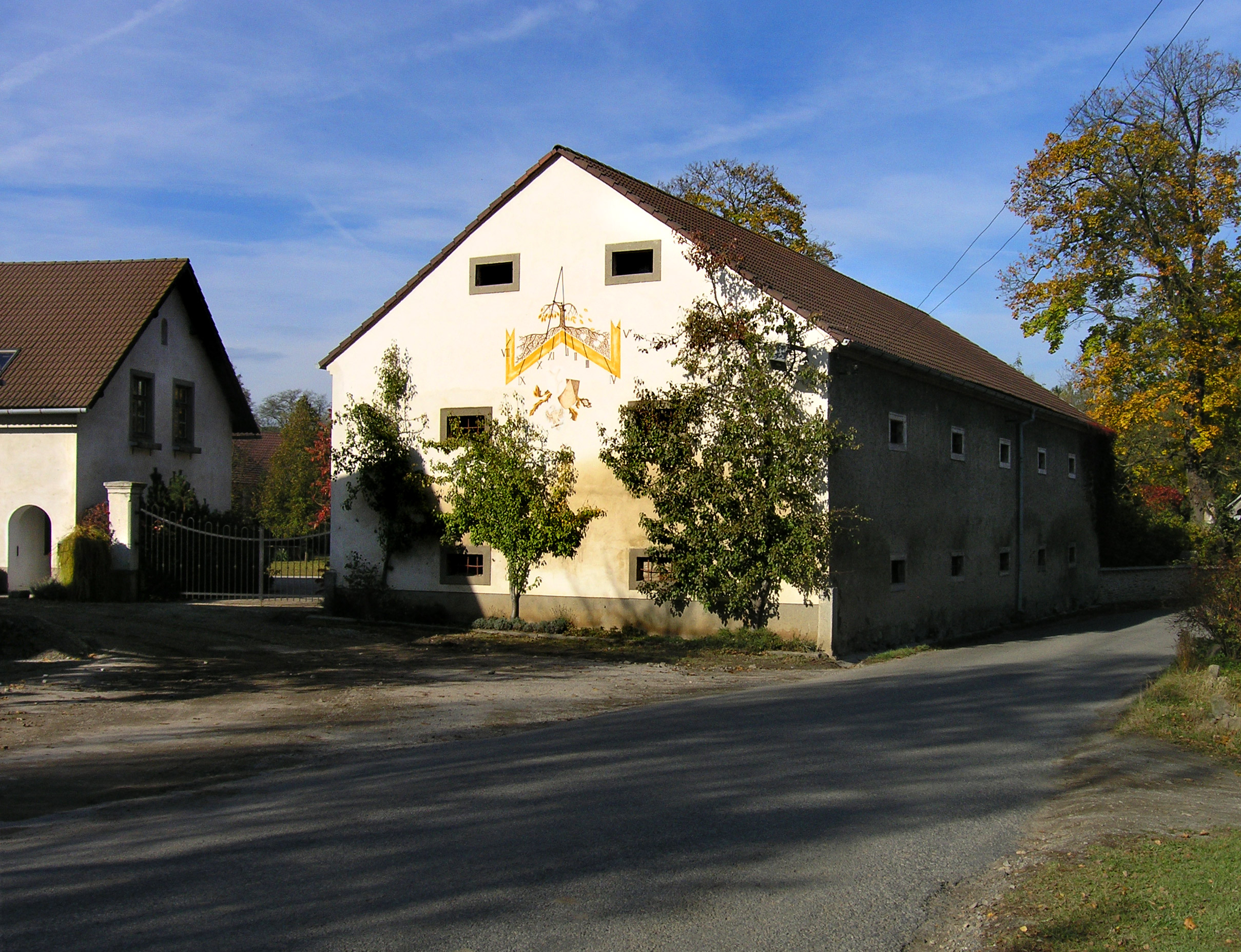
Bývalá sýpka u zámku
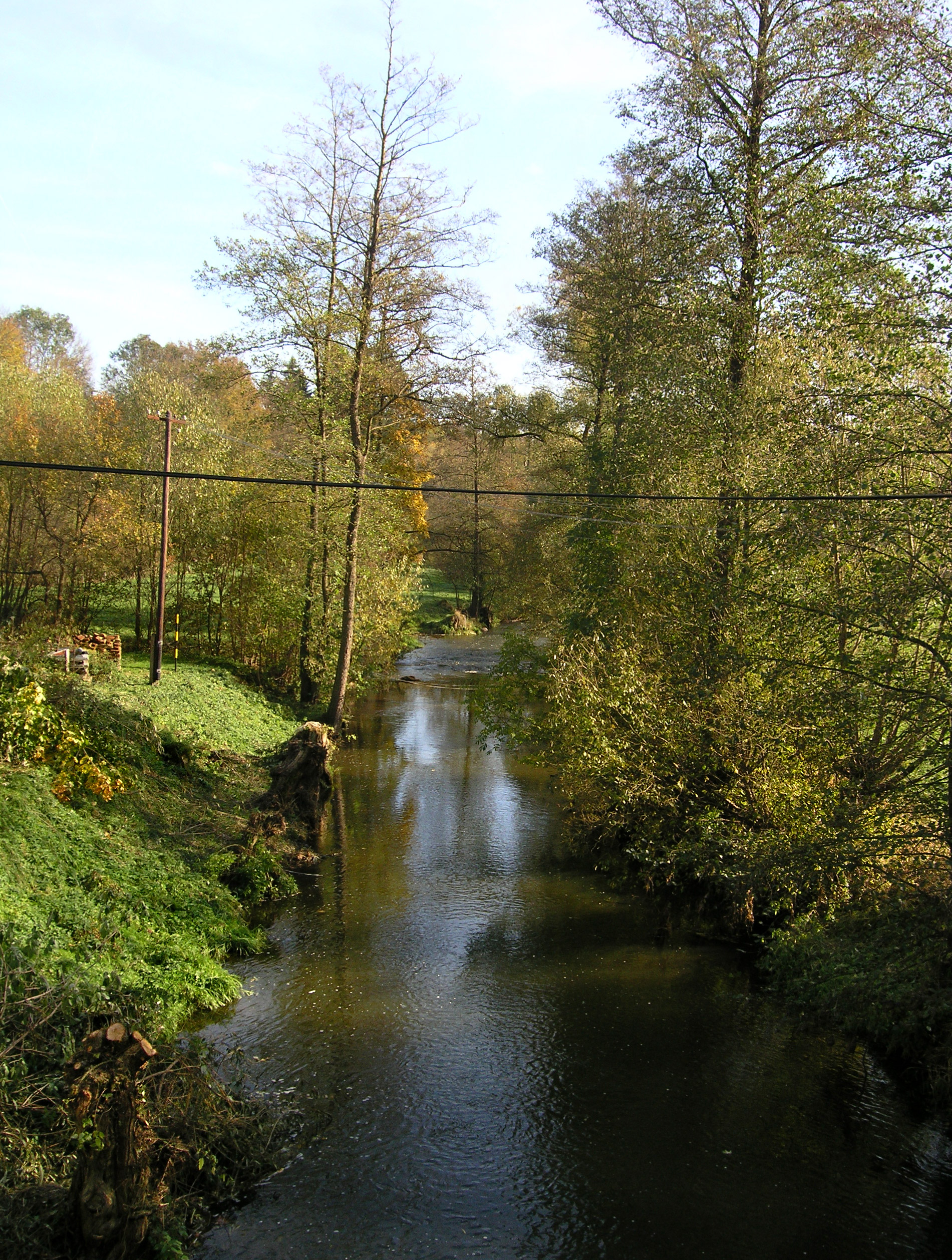
Řeka Jihlava u Rantířova
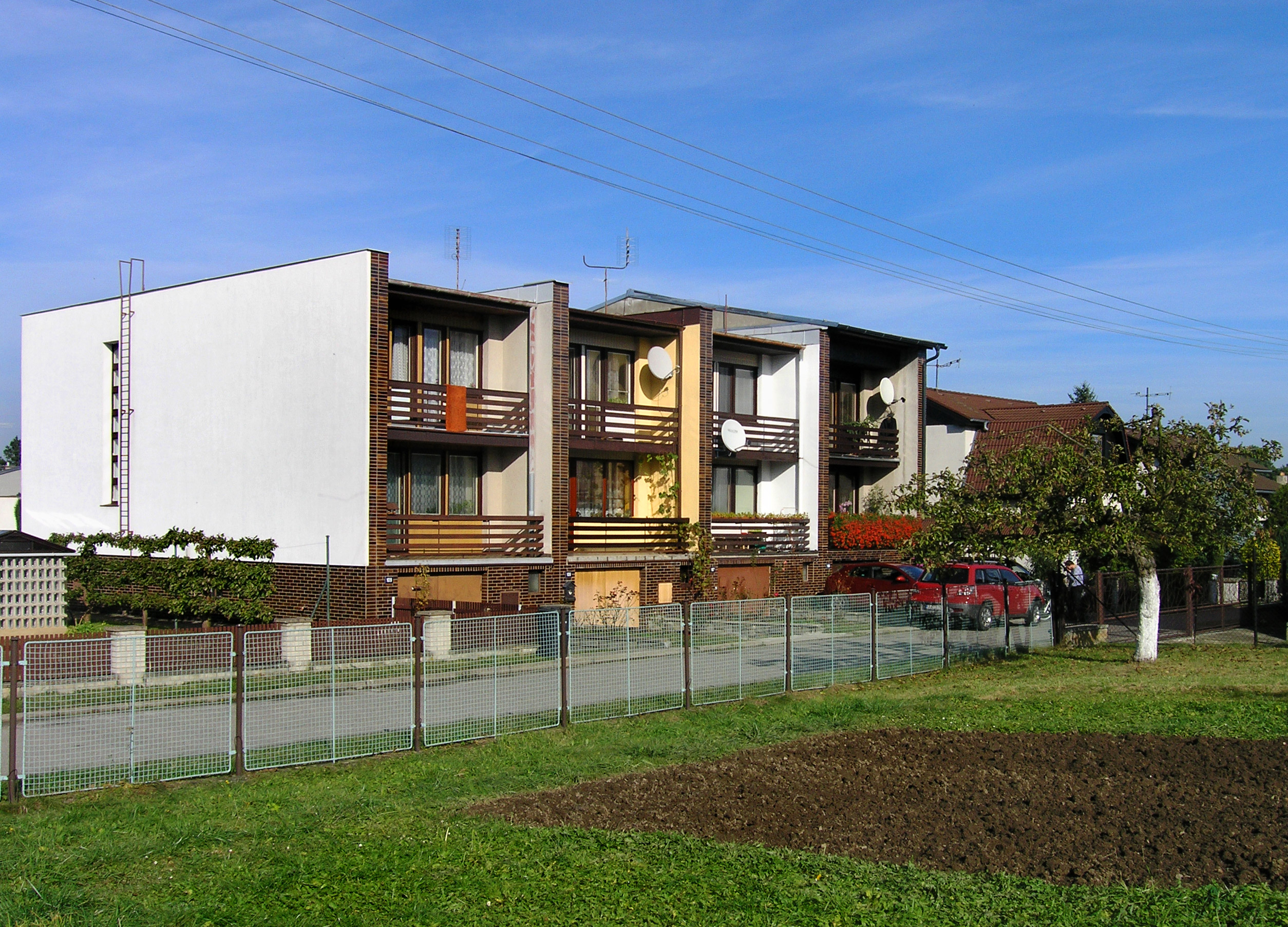
Řadové domky ve východní části obce